# Cantón de Échirolles-Oeste
El cantón de Échirolles-Oeste era una división administrativa francesa, que estaba situada en el departamento de Isère y la región de Ródano-Alpes.

## Composición
El cantón estaba formado por una fracción de la comuna que le daba su nombre:
- Échirolles (fracción)

## Supresión del cantón de Échirolles-Oeste
En aplicación del Decreto n.º 2014-180 de 18 de febrero de 2014, el cantón de Échirolles-Oeste fue suprimido el 22 de marzo de 2015 y su fracción de comuna pasó a formar parte del nuevo cantón de Échirolles.